# 季赫溫區
59°38′N 33°30′E / 59.633°N 33.500°E
季赫溫區（俄语：Тихвинский район），是俄羅斯的一個區，位於該國西北部，由列寧格勒州負責管轄，面積7,018平方公里，2010年人口12,529，人口密度每平方公里1.79人。